# Les Yeux sans visage
Les Yeux sans visage (italsky Occhi senza volto) je francouzsko-italský hraný film z roku 1960, který režíroval Georges Franju podle stejnojmenného románu spisovatelů Pierra Boileaua a Thomase Narcejaca. Snímek měl světovou premiéru na 11. ledna 1960.

## Děj
Dcera známého pařížského chirurga Dr. Génessier je pohřešována. Tělo ženy vyplavené na břehu Seiny je Génessierem identifikováno jako jeho dcera Christiane a pohřbeno. Ve skutečnosti však otec ukrývá svou dceru Christiane ve vile za městem. Její obličej byl znetvořen při autonehodě, kterou zavinil. Génessier již provedl úspěšné kožní štěpy u psů; nyní dělá vše pro to, aby dal své dceři novou tvář. K plánované transplantaci potřebuje kůži mladé ženy. S pomocí své asistentky Louise vyláká do vily studentku Ednu, která hledá pronájem. Studentka je umrtvena a převezena na operační sál, kde Génessier transplantuje její kůži obličeje na obličej své dcery. Studentka operaci přežije a je držena ve vile. Při útěku však vypadne z okna. Profesor její tělo ukryje v rodinné hrobce. Mezitím se zdá, že operace byla úspěšná, ale již po několika dnech se cizí tkáň uvolní.
Policie spekuluje, že by doktor Génessier mohl být zapleten do série pohřešovaných osob a nasadí mladou zlodějku Paulette jako volavku do Génessierovy vily.

## Obsazení
| Pierre Brasseur    | doktor Génessier |
| Alida Valliová     | Louise           |
| Edith Scob         | Christiane       |
| Juliette Mayniel   | Edna Gruber      |
| Francois Guérin    | Jacques Vernon   |
| Alexandre Rignault | inspektor Parot  |
| Béatrice Altariba  | Paulette         |